# Comuna Zărnești, Buzău
Zărnești (în trecut, Fundeni-Zărnești) este o comună în județul Buzău, Muntenia, România, formată din satele Comisoaia, Fundeni (reședința), Pruneni, Vadu Sorești și Zărnești.

## Așezare
Principalele zone locuite sunt situate în partea vestică a comunei, în valea Câlnăului. Satul Comisoaia este o rămășiță nelocuită a unei așezări care a existat o vreme în secolul al XX-lea. Zona dinspre est a comunei este formată din terenuri agricole și este traversată de DN2 și de calea ferată Buzău–Mărășești. Satele sunt deservite în principal de șoseaua județeană DJ220, care urmează cursul Câlnăului și o leagă spre sud de Poșta Câlnău și spre nord de Racovițeni, Murgești, Pardoși și Buda. Deși poartă denumirea de Zărnești, reședința comunei este la Fundeni.

## Demografie
Componența etnică a comunei Zărnești
     Români (85,18%)
     Romi (10,03%)
     Alte etnii (4,79%)
Componența confesională a comunei Zărnești
     Ortodocși (94,23%)
     Alte religii (0,66%)
     Necunoscută (5,11%)
Conform recensământului efectuat în 2021, populația comunei Zărnești se ridică la 4.676 de locuitori, în scădere față de recensământul anterior din 2011, când fuseseră înregistrați 5.459 de locuitori. Majoritatea locuitorilor sunt români (85,18%), cu o minoritate de romi (10,03%). Din punct de vedere confesional, majoritatea locuitorilor sunt ortodocși (94,23%), iar pentru 5,11% nu se cunoaște apartenența confesională.

## Politică și administrație
Comuna Zărnești este administrată de un primar și un consiliu local compus din 13 consilieri. Primarul, Sorin Matei[*], de la Partidul Național Liberal, este în funcție din octombrie 2020. Începând cu alegerile locale din 2024, consiliul local are următoarea componență pe partide politice:
|  | Partid                    | Consilieri | Componența Consiliului | Componența Consiliului | Componența Consiliului | Componența Consiliului | Componența Consiliului | Componența Consiliului | Componența Consiliului |
|  | ------------------------- | ---------- | ---------------------- | ---------------------- | ---------------------- | ---------------------- | ---------------------- | ---------------------- | ---------------------- |
|  | Partidul Național Liberal | 7          |                        |                        |                        |                        |                        |                        |                        |
|  | Partidul Social Democrat  | 4          |                        |                        |                        |                        |                        |                        |                        |
|  | Alianța Dreapta Unită     | 2          |                        |                        |                        |                        |                        |                        |                        |

## Istorie
La sfârșitul secolului al XIX-lea, pe actualul teritoriu al comunei Zărnești erau organizate comunele Fundeni, Zărnești, și Vadu Soreștilor în plaiul Slănic al județului Buzău. Comuna Fundeni cuprindea cătunele Fundeni și Fundenii de la Drumul Bogdanului, având în total 1370 de locuitori ce trăiau în 294 de case. În comuna Fundeni funcționau o moară cu aburi, două stâne, o școală cu 72 de elevi (din care 27 de fete) și o biserică ortodoxă cu hramul Sfântul Dumitru. Comuna Zărnești (denumită și Zărneștii de Câlnău) avea în componență cătunele Ghizdita, Luncași și Zărnești, cu o populație de 1300 de locuitori. În comună funcționau o școală la Ghizdita, o biserică, o moară cu aburi și 3 stâne. Lângă Zărnești s-au descoperit în 1884 rămășițele unor mastodonți, care au fost duse la muzeul de istorie naturală din București. Comuna Vadu Soreștilor era formată din cătunele Clociți și Hârboca (cu subdiviziunile Vadu Soreștilor și Blestematele), având în total 1190 de locuitori, în ea funcționând o școală și două biserici.
Structura de bază a actualei comune s-a format înainte de 1925, când comunele Zărnești și Fundeni au fost unite într-o comună denumită Fundeni-Zărnești; aceasta a fost inclusă în plasa Câlnău a aceluiași județ, și era alcătuită din satele Fundeni (reședință), Cuculeasa, Ghizdița, Luncași și Zărnești, cu o populație de 4017 locuitori. Comuna Vadu Soreștilor făcea parte din aceeași plasă Câlnău și avea în componență satele Clociți, Hârboca și Vadu Sorești, cu o populație totală de 1654 de locuitori. Comunele Fundeni și Zărnești s-au separat din nou în 1931.
În 1950, comunele Fundeni și Zărnești au fost incluse în raionul Buzău, iar comuna Vadu Sorești în raionul Râmnicu Sărat; la rândul lor, cele două raioane au făcut parte din regiunea Buzău și apoi (după 1952) din regiunea Ploiești. Satul Clociți din comuna Vadu Sorești a luat în 1964 denumirea de Pruneni.
În 1968, reforma administrativă a adus transferul lor la județul Buzău, reînființat. Tot atunci, comunele Vadu Sorești și Fundeni au fost desființate și incluse în comuna Zărnești, care și-a mutat reședința la Fundeni. Satul Ghizdița a fost inclus în satul Zărnești, Hârboca în Vadu Sorești, și Luncași în Fundeni, comuna luându-și componența actuală, plus satul Comisoaia. Acesta din urmă a dispărut, în timp, pe locul său rămânând doar vii și terenuri agricole, precum și o singură clădire nefolosită pe marginea șoselei DN2.

## Monumente istorice

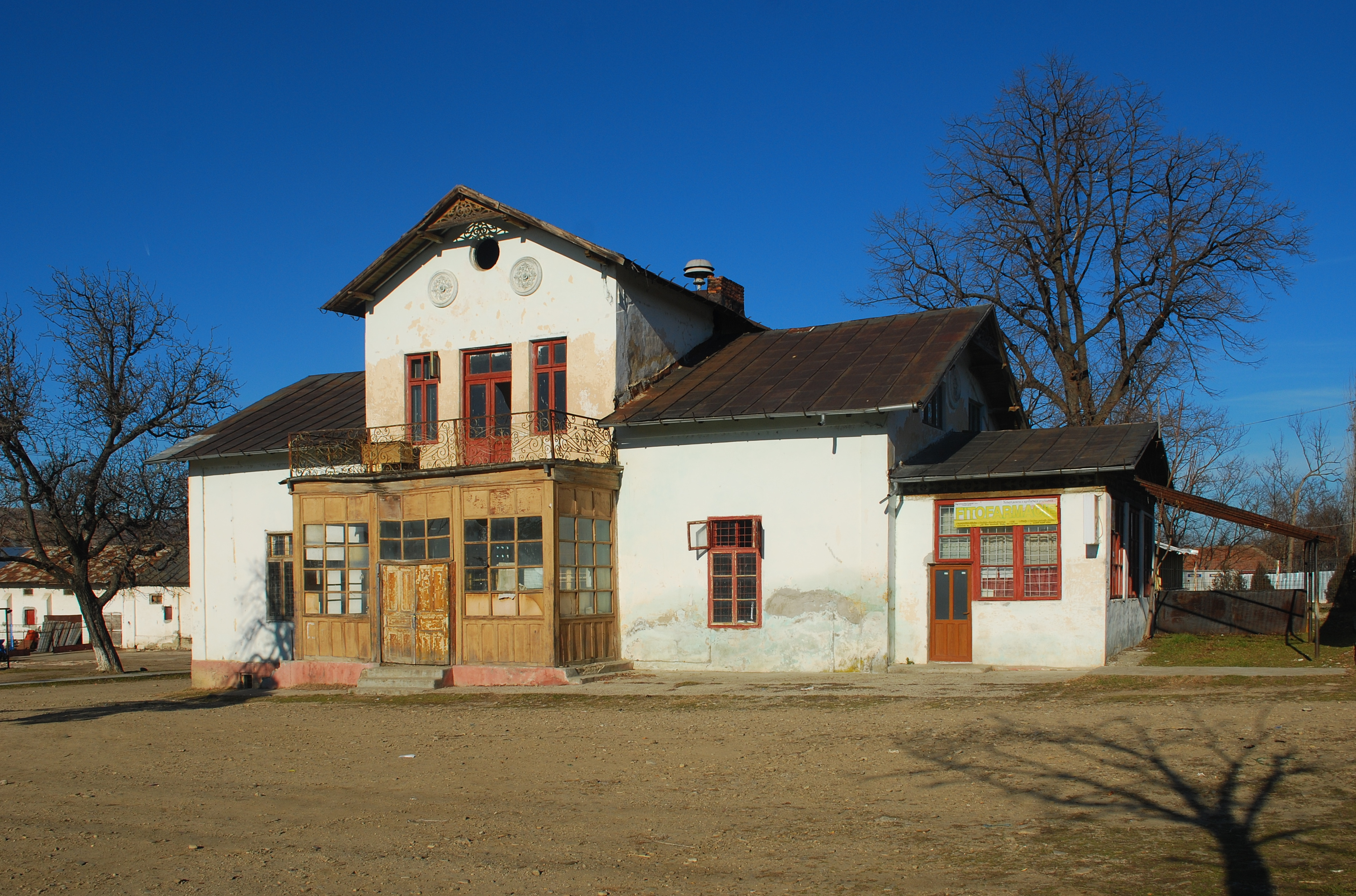
Conacul Marghiloman din satul Fundeni, monument istoric de arhitectură din comuna Zărnești.

Cinci obiective din comuna Zărnești sunt incluse în lista monumentelor istorice din județul Buzău ca monumente de interes local, patru ca situri arheologice și unul ca monument de arhitectură. Monumentul de arhitectură este conacul Marghiloman din centrul satului Fundeni, ridicat la sfârșitul secolului al XIX-lea și începutul secolului al XX-lea.
Tot în satul Fundeni se află un prim sit arheologic, așezarea din epoca migrațiilor (secolul al IV-lea e.n.) descoperită în vatra satului, între șoseaua județeană și râul Câlnău. La Vadu Sorești se află celelalte trei situri arheologice. Cel de la „Șumurdoaia” cuprinde o așezare și o necropolă din epoca migrațiilor (secolele al IV-lea–al V-lea); al doilea, aflat tot pe dealul Șumurdoaia, reprezintă o altă necropolă din aceeași epocă; cel din luncă, aflat în marginea de nord-est a satului, pe drumul spre Petrișoru, este cel mai amplu, și conține o așezare și o necropolă neolitice (mileniile al VI-lea–al V-lea î.e.n.), o așezare și o necropolă din secolele al III-lea–al IV-lea e.n., o așezare și o necropolă medievale timpurii (secolele al IX-lea–al XI-lea) și o așezare și o necropolă medievale din secolele al XVI-lea–al XVII-lea.